# Maria Szyszkowska
Maria Szyszkowska (ur. 7 października 1937 w Warszawie) – polska filozof i polityk, działaczka społeczna, profesor nauk humanistycznych, nauczyciel akademicki, senator V kadencji (2001–2005).

## Życiorys

### Wykształcenie i działalność zawodowa
Po maturze Maria Szyszkowska studiowała geografię na Uniwersytecie Warszawskim, z której po pierwszym semestrze przeniosła się na prawo na Wydziale Prawa Uniwersytetu Warszawskiego. Podjęła równoległe studia z filozofii chrześcijańskiej (jako wolny słuchacz) na Akademii Teologii Katolickiej. Studia prawnicze ukończyła w 1961, a studia filozoficzne w 1962. Tematami jej prac magisterskich były Filozofia prawa Kanta (prawo) oraz Intelligibile według Kanta i Tomasza z Akwinu (filozofia chrześcijańska). W 1967, po obronie na Wydziale Prawa Uniwersytetu Warszawskiego rozprawy doktorskiej pt. Neokantyzm. Filozofia społeczna wraz z filozofią prawa natury o zmiennej treści (wydanej przez Stowarzyszenie „Pax” Bolesława Piaseckiego, w którym działała przez następne lata), odeszła z uczelni.
Pracowała na pół etatu jako adiunkt na Wydziale Filozofii Chrześcijańskiej ATK oraz jako redaktor w Wydawnictwie Naukowym PWN. W 1973 habilitowała się na Wydziale Filozoficznym Katolickiego Uniwersytetu Lubelskiego na podstawie pracy pt. U źródeł współczesnej filozofii prawa i filozofii człowieka. W 1974 podjęła pracę w Wyższej Szkole Pedagogicznej w Kielcach, gdzie pracowała do 1989. Jednocześnie w kolejnych latach wykładała w filii Uniwersytetu Warszawskiego w Białymstoku do 2001. Tytuł naukowy profesora w zakresie nauk humanistycznych otrzymała w 1988. Stanowisko profesora zwyczajnego objęła w 1993.
W roku akademickim 1989/1990 gościnnie wykładała na wydziale filozoficznym Uniwersytetu w Wiedniu. Od 1992 zaczęła ponownie pracować na Uniwersytecie Warszawskim. W tym samym roku utworzyła, jako pracownik zatrudniony na pół etatu, Zakład Filozofii Polityki w Instytucie Studiów Politycznych PAN. Kierowała nim do 1994. Na UW została wykładowczynią filozofii współczesnej, filozofii kultury i filozofii prawa. Opublikowała kilkadziesiąt książek i kilkaset artykułów.
Została wiceprzewodniczącą polskiego oddziału Stowarzyszenia Kultury Europejskiej (SEC). Członkini m.in. Związku Literatów Polskich, Polskiego Towarzystwa Filozoficznego, Związku Nauczycielstwa Polskiego oraz Internationale Gesellschaft „System der Philosophie”. Weszła w skład zespołu redakcyjnego „Wolnomularza Polskiego”. Była przewodniczącą rady kwartalnika naukowego „Małżeństwo i Rodzina” oraz założycielką „Inicjatywy Otwarci”. Współpracowała z tygodnikiem „Fakty i Mity”, w którym przez trzy lata prowadziła stałą rubrykę. Publikowała także w dzienniku „Trybuna”, miesięczniku „Medycyna dla Ciebie” i kwartalniku „Przegląd Socjalistyczny”. Objęła stanowisko rektora Pedagogium Wyższej Szkoły Nauk Społecznych w Warszawie i profesora w Menedżerskiej Akademii Nauk Stosowanych w Warszawie.

### Działalność polityczna
W latach 1993–1997 była członkiem Trybunału Stanu. W wyborach parlamentarnych w 1997 bez powodzenia ubiegała się o mandat poselski z listy Sojuszu Lewicy Demokratycznej w województwie białostockim. W 2001 z ramienia koalicji SLD-UP została wybrana na senatora V kadencji z okręgu warszawskiego. Należała do SLD i tworzonego przez senatorów lewicy klubu „Lewica Razem”. Przewodniczyła komisji etyki SLD, należała do Platformy Socjalistycznej założonej w ramach tej partii.
Autorka projektów nieuchwalonych ustaw: kodeksu honorowego osób pełniących funkcje publiczne, ustawy o rejestrowanych związkach między osobami tej samej płci (który jako pierwszy w Polsce został złożony w Senacie w 2003), a także projektów ustaw dotyczących aborcji i eutanazji.
W styczniu 2005 wystąpiła z SLD. W maju tego samego roku ogłosiła zamiar startu w wyborach prezydenckich jako kandydat niezależny. Uzyskała poparcie Antyklerykalnej Partii Postępu „Racja”, Demokratycznej Unii Kobiet oraz niewielkich organizacji i partii lewicowych (Pracownicza Demokracja, Stowarzyszenie na rzecz Państwa Neutralnego Światopoglądowo Neutrum, Komunistyczna Partia Polski, Nowa Lewica). Nie zebrała wystarczającej liczby podpisów do zarejestrowania swojej kandydatury. W odbywających się w tym samym roku wyborach parlamentarnych startowała do Sejmu z warszawskiej listy Polskiej Partii Pracy, otrzymując 2590 głosów.
W sierpniu 2006 uzyskała honorowe członkostwo w partii Racja Polskiej Lewicy. Od września 2007 do marca 2009 była jej przewodniczącą. Wystąpiła z partii po wycofaniu się tego ugrupowania z koalicji wyborczej w wyborach do Parlamentu Europejskiego z Polską Partią Socjalistyczną (pozostała honorową członkinią Racji PL, którą rozwiązano w 2013). W wyborach parlamentarnych w 2011 bez powodzenia kandydowała do Sejmu z lubelskiej listy SLD, otrzymując 3239 głosów. W wyborach prezydenckich w 2025 weszła w skład komitetu poparcia Artura Bartoszewicza.
Została prezesem Pacyfistycznego Stowarzyszenia Wolnej Myśli, członkinią honorową stowarzyszenia ATTAC Polska i współzałożycielką Polskiego Forum Społecznego.

## Poglądy
Krytykuje neoliberalizm i kapitalizm. Jest sceptyczna wobec kultu demokracji, szczególnie parlamentarnej. Według niej lepszą odmianą demokracji byłaby demokracja bezpośrednia.
Głosi poglądy antyklerykalne. Deklaruje poparcie dla pacyfizmu, państwa neutralnego światopoglądowo. Deklaruje się jako kantystka, agnostyk, a także wegetarianka.
W trakcie rozpoczętej w 2022 inwazji Rosji na Ukrainę krytykę wywołały jej wypowiedzi zachęcające do rozwijania przyjaznych stosunków z władzami Białorusi i Rosji, czy też określające tę inwazję mianem wojny rosyjsko-amerykańskiej na terytorium Ukrainy.

## Życie prywatne
Trzykrotnie zamężna. W 1995 razem z mężem Janem Stępniem zamieszkała w Strzelcach.

## Publikacje
Publikacje zwarte
- 1970 – Neokantyzm. Filozofia społeczna wraz z filozofią prawa natury o zmiennej treści (Instytut Wydawniczy „Pax”)
- 1972 – Dociekania nad prawem natury czyli o potrzebach człowieka (Instytut Wydawniczy „Pax”)
- 1972 – U źródeł współczesnej filozofii prawa i filozofii człowieka (Instytut Wydawniczy „Pax”)
- 1979 – Człowiek wobec siebie i wobec innego (Polskie Towarzystwo Higieny Psychicznej)
- 1982 – Teorie prawa natury w XXI wieku w Polsce (Państwowe Wydawnictwo Naukowe)
- 1985 – Twórcze niepokoje codzienności (Wydawnictwo Łódzkie)
- 1987 – Mój dziennik (Wydawnictwo Łódzkie)
- 1988 – Filozofia prawa i filozofia człowieka (Instytut Wydawniczy „Pax”)
- 1993 – Filozofia Prawa. Filozofia polityki. Filozofia twórczości (Oficyna Naukowa)
- 1993 – Europejska filozofia prawa (Wydawnictwo C.H. Beck)
- 1992 – Zagubieni w codzienności (Wydawnictwo Anagram)
- 1994 – Spotkania w salonie (Wydawnictwo Książkowe Twój Styl)
- 1994 – Stwarzanie siebie (Wydawnictwo Interlibro)
- 1995 – Europejska filozofia prawa (Wydawnictwo C.H. Beck oraz Państwowe Wydawnictwo Naukowe)
- 1996 – Zagubieni w codzienności (Oficyna Naukowa)
- 1996 – Zarys filozofii prawa (Wydawnictwo Temida 2)
- 1997 – W poszukiwaniu sensu życia (Wydawnictwo Książkowe Twój Styl)
- 1997 – Filozofia w Europie (Wydawnictwo Temida 2)
- 1997 – Całe życie w opozycji. Rozmowy z Marią Szyszkowską (Oficyna Naukowa)
- 1998 – Drogowskazy (Polska Agencja Promocyjna)
- 1999 – Twórcze niepokoje codzienności (Wydawnictwo Książkowe Twój Styl)
- 1999 – Filozoficzne interpretacje prawa
- 2000 – Filozofia w Europie (Wydawnictwo Temida 2)
- 2001 – Rozmowy z Marią Szyszkowską 1997–2001 (Wydawnictwo Matrix)
- 2001 – Granice zwierzeń (Wydawnictwo Książkowe Twój Styl)
- 2001 – Zagubieni w codzienności (Wydawnictwo Książkowe Twój Styl)
- 2002 – Za horyzontem (Wydawnictwo Rosner & Wspólnicy)
- 2004 – Lewicowość w XXI wieku (Wydawnictwo tCHu)
- 2005 – Zamyślenia (Wydawnictwo Heliodor)
- 2005 – Filozofia Kanta w XXI wieku (Wydawnictwo Anagram)
- 2008 – Teoria i filozofia prawa (Dom Wydawniczy Elipsa)
- 2009 – Odcienie codzienności (Kresowa Agencja Wydawnicza)
- 2009 – Dzieje filozofii (Kresowa Agencja Wydawnicza)
- 2010 – Każdy bywa pacjentem – zarys filozofii farmacji (Dom Wydawniczy Elipsa)
- 2010 – Etyka (Kresowa Agencja Wydawnicza)
- 2010 – Filozofia codzienności w rzeczywistości neoliberalnej (Dom Wydawniczy Elipsa)
- 2011 – Na każdy temat z Marią Szyszkowską... rozmawia Stanley Devine (Helion One Press)

Książki pod redakcją Marii Szyszkowskiej
- 1991 – Wokół istnienia człowieka (Państwowa Akademia Nauk)
- 1994 – Polityka a prawo, gospodarka, moralność (Państwowa Akademia Nauk)
- 1996 – Filozofia polityki wobec literackich i artystycznych inspiracji (Państwowa Akademia Nauk)
- 1996 – Pacyfizm czy zagłada (Wydawnictwo Interlibro)
- 1999 – Powrót do prawa ponadustawowego (Wydawnictwo Interlibro)
- 2000 – Przełomy wieków (Wydawnictwo Temida 2)
- 2001 – Dziwne losy filozofii prawa (Wydawnictwo Interlibro)
- 2001 – Filozofia prawa (Państwowe Wydawnictwo Naukowe)
- 2001 – Pacyfizm, prawo a dzieje państwa i ustroju (Wydawnictwo Temida 2)
- 2005 – Oczekiwane wartości w polityce (Instytut Wydawniczy Książka i Prasa)
- 2004 – O braku wolności światopoglądowej w Polsce (Wydawnictwo tCHu)
- 2005 – Filozofia Kanta w XXI wieku (Wydawnictwo Anagram)
- 2007 – Ideowość w polityce (Wydawnictwo tCHu)
- 2008 – Socjalizm i jego różnorodne koncepcje (Wydawnictwo tCHu)
- 2008 – Seksualność człowieka, obyczaje a polityka (Wydawnictwo tCHu)
- 2009 – Pokój i demokracja (Wydawnictwo tCHu)
- 2011 – Polska bez Polskiego Czerwonego Krzyża?! (Dom Wydawniczy Elipsa)

Prace zbiorowe
- 1979 – Zdrowie psychiczne, pod redakcją K. Dąbrowskiego (Państwowe Wydawnictwo Naukowe)
- 1992 – Z zagadnień prawa cywilnego, pod redakcją M. Sawczuka (Filia Uniwersytetu Warszawskiego w Białymstoku)
- 1992 – Troska o człowieka, pod red. ks. R. Foryciego (Wydawnictwo Pallotinum)
- 1996 – Człowiek wobec świata, pod red. Z. Hulla i W. Tulibackiego (Polskie Towarzystwo Filozoficzne)
- 1997 – Prawo, administracja, obywatele, pod red. B. Kudryckiej (Wydawnictwo Temida 2)
- 2000 – Prawo wczoraj i dziś, pod red. G. Bałtruszajtys (Wydawnictwo Liber)
- 2002 – Idee humanistyczne renesansu w integracji europejskiej, pod red. H. Bednarczyka (Wydawnictwo Sycyna)
- 2002 – Media publiczne i edukacja polaków, pod red. E. Biedki (Rada Nadzorcza Polskiego Radia i Telewizji Polskiej)
- 2002 – Humanizacja zawodów prawniczych, pod red. A. Turskiej (Wydawnictwo Liber)
- 2002 – Ze sztandarem prawa przez świat, pod red. R. Tokarczyka i K. Motyki (Wydawnictwo Zakamycze)
- 2004 – Filozofia wobec XXI wieku, pod red. L. Gawora (Wydawnictwo Uniwersytetu Marii Curie-Skłodowskiej).
- 2004 – Dramat przemocy w historycznej perspektywie, pod red. J. Chrobaczyńskiego i W. Wrzesińskiego (Wydawnictwo WAM)
- 2007 – Problemy współczesnego ustrojoznawstwa, pod red. J. Dobkowskiego (Wydawnictwo Uniwersytetu Warmińsko-Mazurskiego)
- 2009 – Edukacja społeczeństwa w XXI wieku, pod red. S. Kunikowskiego i A. Krynieckiej (Wydawnictwo tCHu)
- 2009 – Nauka i nauczanie prawa. Tradycja i Przeszłość, pod red. H. Izdebskiego (Wydawnictwo Liber)
- 2009 – Nauczyciel wobec szans i zagrożeń edukacyjnych XXI wieku, pod red. H. Gajdamowicz (Wydawnictwo Impuls)
- 2009 – O człowieku i jego rozwoju, pod red. Z. Izdebskiego (Oficyna Wydawnicza Uniwersytetu Zielonogórskiego)
- 2009 – Pro bono Reipublicae, pod red. P. Boreckiego (Wydawnictwo LexisNexis)
- 2009 – Dobre prawo, złe prawo, pod red. P. Mochnaczewskiego i A. Kociołek (Wydawnictwo Uniwersytetu Jagiellońskiego)
- 2009 – Neoliberalizm a kryzys finansów w świecie i w Polsce, pod red. P. Bożyka (Instytut Badań im. J.M. Keynesa)
- 2011 – Wieża malowana. Wspomnienia o Wojciechu Siemionie, pod red. J. Plesa (Polski Instytut Wydawniczy)

## Odznaczenia i wyróżnienia
W 1999, za wybitne zasługi dla nauki polskiej, za osiągnięcia w pracy dydaktycznej i działalności publicznej, została odznaczona Krzyżem Komandorskim Orderu Odrodzenia Polski.
W 1999 otrzymała „Tęczowy Laur”, nagrodę przyznawaną za działalność na rzecz tolerancji i otwartości społeczeństwa. W 2004 została uhonorowana tytułem „Człowieka Tęczy” przyznawanym osobom związanym z ruchami LGBT.
W 2005 minister spraw zagranicznych Szwajcarii Micheline Calmy-Rey na wniosek fundacji Swisspeace zgłosiła jej kandydaturę do Pokojowej Nagrody Nobla, uzasadniając to wieloletnią działalnością na rzecz praw człowieka, stanowczym i wolnym od koniunkturalizmu propagowaniem idei życzliwości wobec wszystkich grup społecznych oraz szerzeniem pacyfizmu.